# Sabina Vostner
Sabina Vostner, slovenska kantavtorica, pesnica, pisateljica in prevajalka, * 12. september 1984, Moskva, Rusija.

## Življenje
Rodila se je leta 1984 v Moskvi, v Rusiji. Otroštvo je preživela v Sloveniji. Je dvojezična, tako ruščina kot slovenščina sta njena materna jezika, v katerih tudi ustvarja, obenem pa se ukvarja tudi s prevajanjem in poučevanjem. V Ljubljani je zaključila študij etnologije in kulturne antropologije, kasneje pa se je izobraževala na področju Waldorfske pedagogike in evritmije. Od leta 2022 ima status samozaposlene v kulturi kot kantavtorica in književnica.

## Delo
Na svojo ustvarjalno pot je stopila leta 2006 s glasbenim projektom Allegro non troppo. Kasneje je ustanovila svojo glasbeno skupino Swarga, s katero je nastopila na več odrih v Sloveniji, pa tudi v tujini, med drugim je predstavljala EPK Maribor 2012 v Belgiji. Leta 2011 je izšel glasbeni album To the Sun. Pot je nadaljevala samostojno kot kantavtorica v sodelovanju z različnimi glasbeniki iz Evrope in Rusije. Leta 2025 je izšel njen prvi samostojni album Following the Birds, leta 2020 pa že drugi album Water Wind Вода Ветер Voda Veter. Na slednjem so uvrščene pesmi v treh jezikih - angleščini, ruščini in slovenščini. Leta 2023 je izdala tri nove single: The Same Colour of the Universe, I Hope You're OK (v sodelovanju z irskim avtorjem Keithom McLoughlinom) ter Feel the Christmas. Zadnja skladba se je uvrstila na album božičnih pesmi, ki je izšel na Irskem konec leta 2023.
Poleg glasbenega ustvarjanja se udejstvuje tudi literarno - leta 2012 je izšla njena prva samostojna pesniška zbirka Potovanja duše, leta 2020 pa je izšla druga pesniška zbirka Preraščanje pomladi. Leta 2021 je izdala pravljice za otroke z naslovom Hiša gospoda Marčimarja, leta 2024 pa je izšla zbirka kratkih zgodb za odrasle Sončev krog. Istega leta je bila njena poezija uvrščena v pesniško zbirko štirih pesnic Svetloba štirih.
Leta 2023 je za svojo poezijo Videl je v italijanskem prevodu Ha visto prejela mednarodno literarno nagrado Premio Internazionale d'Eccellenza "Città del Galateo-Antonio de Ferraris" v Rimu. Leta 2024 je prejela Bevkovo listino za izredni doprinos na kulturnem področju v Mestni občini Nova Gorica.

## Diskografija
- Per intervalla insaniae (z zasedbo Allegro non troppo), album, 2006
- To the Sun (z zasedbo Swarga), album, 2011 (COBISS)
- Words from the Higher Worlds (v sodelovanju z Bastyan-om), album, 2014 (COBISS)
- Following the birds, album, 2015 (COBISS)
- Take me as I am, single, 2018
- Water Wind Вода Ветер Voda Veter, album, 2020 (COBISS)
- The Same Colour of the Universe, single, 2023
- I Hope You're OK, single, 2023
- Feel the Christmas, single, 2023 (izšel na albumu "Christmas in Ireland", 2023)